# پاریناکوتا، شیلی

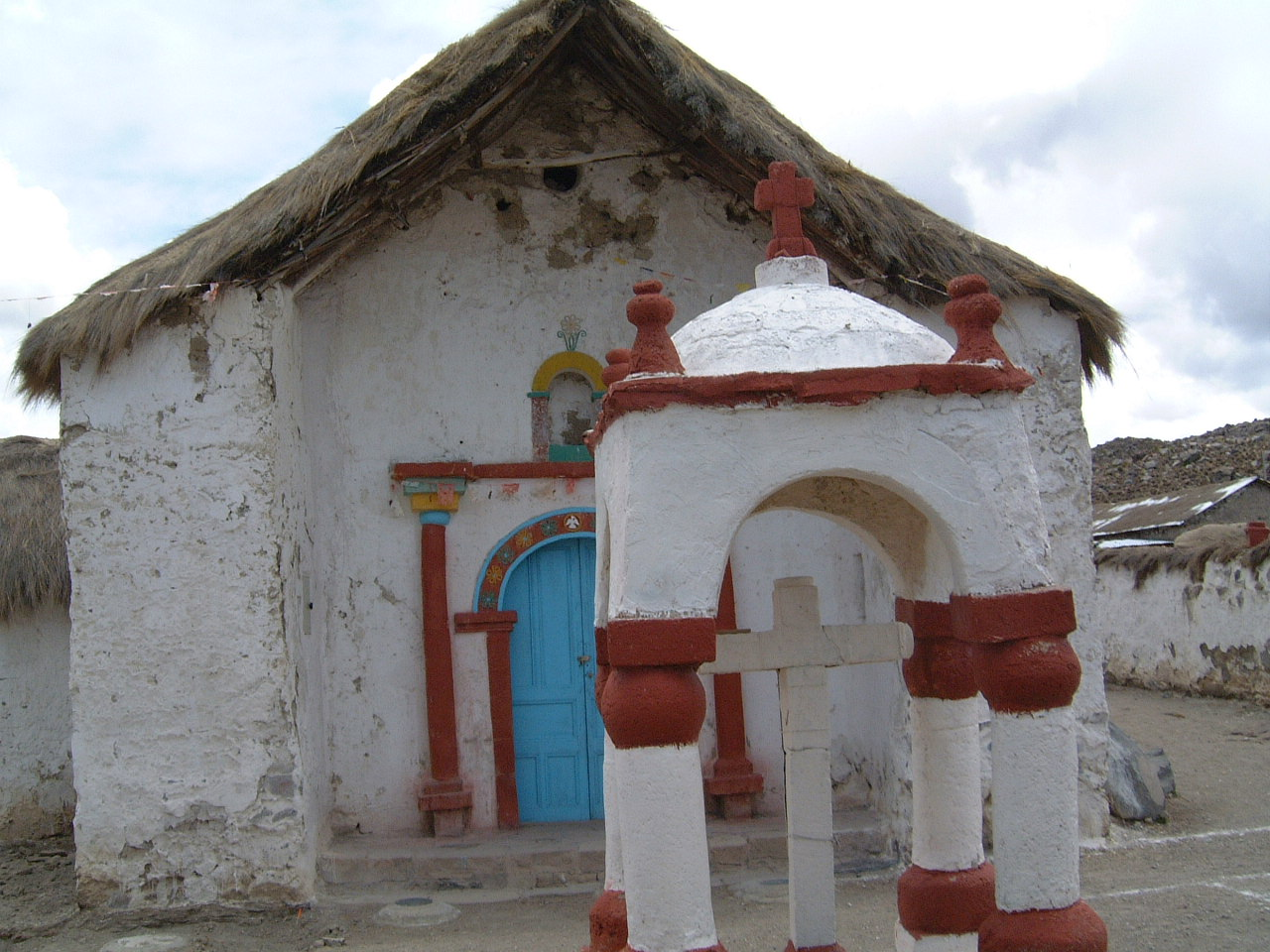
کلیسایی در پاریناکوتا

پاریناکوتا، شیلی (انگلیسی: Parinacota, Chile) یک دهکده در شیلی، پاریناکوتا، منطقه آریکا است.

## موقعیت
در یک منطقه مرتفع به ارتفاع ۴۴۰۰ متری یا (۱۴۴۰۰ فوتی) در لاکا نشنال پارک نزدیک به شهر پوتره  است که از سرشماری سال ۲۰۰۲ تعداد جمعیت آن ۲۹ نفر بوده‌است.